# 弓雅枝
弓 雅枝（ゆみ まさえ、1974年3月19日 - ）は、日本の元声優、元舞台女優。滋賀県大津市出身。今名前中村 雅惠。血液型はB型。
以前は大阪テレビタレントビューロー（TTB）、チルドレン・ワークショップ、Jプロダクションに所属していた。舞台ではきゅうちゃんとして親しまれていた。

## 来歴
リポーター志望で大学3回生時にTTBの養成所「TTC（大阪テレビタレントセンター）」に入り、4回生時にTTBの事務所に所属し、イベントの司会やリポーター、SNKのゲームの声優を務めた。声優としてのデビューは『NEO・GEO-CD SPECIAL』の麻宮アテナ役。

## 出演

### 舞台
- 浦島太郎と宇宙船（浦島五郎くん）
- おはなし泥棒と花さかばあさん（ピーターパン）
- かがやけ!ぼくらの星座たち（太郎くん）
- 天使チチと悪魔っ子ダダ（けん太くん）
- 虫の王国とミニ魔女ビビバン（ちょうちょのユウユウ）

### ゲーム
- ART OF FIGHTING 龍虎の拳 外伝（1996年、藤堂香澄）
- ザ・キング・オブ・ファイターズシリーズ（藤堂香澄、レオナ、バイス）
  - ザ・キング・オブ・ファイターズ'96（1996年、ナレーション）
  - ザ・キング・オブ・ファイターズ2002（2002年、アテナの友達1、キャンディー・ダイアモンド）
  - ザ・キング・オブ・ファイターズ 京（1998年、レイレン）
- CAPCOM VS. SNKシリーズ（バイス）
  - カプコン バーサス エス・エヌ・ケイ ミレニアムファイト 2000（2000年）
  - カプコン バーサス エス・エヌ・ケイ ミレニアムファイト 2000 PRO（2001年）
  - CAPCOM VS. SNK 2 MILLIONAIRE FIGHTING 2001（2001年）
- SNK VS. CAPCOM SVC CHAOS（2003年、藤堂香澄、ポイズン）

### ドラマCD
- NEO・GEO-CD SPECIAL（1995年、麻宮アテナ）
- サムライスピリッツ 斬紅郎無双剣 ARRANGE SOUND TRAX（1996年、幼女[1]、女中[1]）

### テレビ番組
- ふれあい夢街道（リポーター）